# Kuglački klub Mertojak
Kuglački klub Mertojak je hrvatski kuglački klub iz Splita. Sjedište je u ulici Mira Barešića 10, Split.

## Povijest
Osnovan je 2006. godine. Počeli su kao amaterski i kvartovski klub. Koncepcija im je bila škola kuglanja. Okupili su skupinu dječaka koje je zanimao ovaj šport. Uz treniranje s izvrsnim trenerom i uz dobre uvjete u kuglani na Mertojaku rezultati su došli. Mladež koju su odgojili osvojila je sve u Hrvatskoj. Od ništice su došli do prve lige.
Ulaskom u prvu ligu razmatrali su pojačanja, a danas imaju šest izvrsnih igrača i spadaju u najbolje klubove na svijetu.  Najstariji prvotimac ima 64, a najmlađi 20 godina.
Na izlučnim natjecanjima za popunu Prve lige, za sezonu 2015./16., održane 18. i 19. travnja u Zagrebu na kuglani Medveščaku, u skupini od pet momčadi Mertojačani su uvjerljivo bili prvi s oborenih 6.752 čunja, drugi je bio Željezničar iz Čakovca i oni su se plasirali u 1. HKL. Momčad koja je izborila prvu ligu dotad je osvojenila 25 postolja (momčadski, pojedinačno i u parovima) na državnim prvenstvima i 6 medalja sa svjetskih prvenstava (Hrvoje Marinović i Pave Ćubelić),u juniorskoj konkurenciji. Ligu su izborili Duško Milanović, Pave Ćubelić, Mate Primorac, Davor Zoković, Paško Dragičević, Goran Žubrinić, Mladen Vuković (ujedno i predsjednik kluba), Miro Rako, uz pomoć tajnika Branka Bosanca.
Sezone 2016./2017. osvojili su naslov hrvatskog momčadskog prvaka. Osvojili su 33 boda, drugi je bio Zaprešić, treći splitski Poštar s 23 boda. Time je izbori nastup u europskim klupskim natjecanjima. Mertojakov naslov bio je prvi momčadski državni kuglački naslov u Splitu nakon 37 godina. Na zadnjoj odlučujućoj utakmici, u kuglani na Poljudu, pobijedili su pred prepunim gledalištem i uzavreloj nogometnoj atmosferi koju je priredila Torcida s Mertojaka, nešto neviđeno na kuglačkim natjecanjima. Mertojak je također osvojio i hrvatski kup.
17. kolovoza 2017. Mertojačane je pojačao Alen Kujundžić, srbijanski reprezentativac, jedan od najtalentiranijih igrača u širem okružju, igrač Spartaka 024 iz Subotice, s kojim je izborio plasman u Super ligu Srbije.
Godine 2017. ušli su u svjetski kup kao hrvatski prvaci. Došli su u završni krug. Završni izlučni turnir bio je u češkom gradu Blanskome. Među 14 državnih prvaka Mertojak je nakon dva dana izlučnih natjecanja bio treći te je u poluzavršnici igrao protiv mađarskog prvaka Zalaegerszegi TK.
Uspjehu je pridonijela mertojačka Torcida Mertojak koja je u Češku došla zadnjeg dana kvalifikacija 6. listopada i stvorila dotad neviđenu atmosferu na međunarodnim kuglačkim natjecanjima i pogurala svoje ljubimce u borbi za naslov. Kuglali su kuglači Paško Dragičević, Mihael Grivičić, Andrej Kovač, Hrvoje Marinović, Duško Milanović, Nikola Muše, Igor Šarkezi, Davor Zoković i Goran Žubrinić te Alen Kujundžić. U skupini su nakon natjecanja od 2. do 5. listopada 2017. bili prvi SKV Rot Weiß Zerbst 1999, drugi Zalaegerszegi TK, treći Mertojak i četvrti ŽP Šport Podbrezová. Mađarski predstavnik Zalaegerszegi TK pobijedio je u poluzavršnici 6:2, 3678:3616, 14:10), a u borbi za treće mjesto bio je bolji slovački predstavnik ŽP Šport Podbrezová (3:5; 3646:3684, 10:14). Plan je bio ući među prvih sedam čime bi izborili Ligu prvaka i dogodine. Ulaskom u poluzavršnicu napravili su više nego što se očekivalo.
Sezone 2017./2018. osvojili su naslov hrvatskog doprvaka. Naslov je osvojio Zaprešić, a treća je bila zagrebačka Grmošćica.
Godine 2018. osvojili su naslov europskog prvaka u dramatičnom dvoboju. 30. izdanje Europskog kupa u organizaciji međunarodne kuglačke federacije NBC se u Zetri u Sarajevu. Pobijedili su favorita, njemačku Victoriju iz Bamberga rezultatom 5:3 pobjedom u posljednjem hitcu. Najmlađi Mertojakov kuglač Mihael Grivičić, dvostruki svjetski prvak za mlađe juniore, pobijedio je protivnika za dva čunja. Najbolji pojedinačni rezultat u završnici je najbolji kuglač u Hrvatskoj Hrvoje Marinović, ujendo i trener Mertojaka. Ostatak momčadi koji je osvojio naslov su: Mate Primorac, Andrej Kovač, Ivan Totić, Dimitar Dimitrovski, Mihael Grivičić, Goran Žubrinić, Duško Milanović, Paško Dragičević, Davor Zoković, Nikola Muše i Pave Ćubelić, pod vodstvom predsjednika Mladena Vukovića i tajnika Branka Bosanca. Mertojakov naslov europskog prvaka prvi je takav naslov u Splitu nakon 20-ak godina i povratak naslova najbolje kuglačke momčadi u Europi u Split nakon 49 godina.
Igrač i trener kluba danas je Hrvoje Marinović, svjetski pojedinačni doprvak iz 2018. i doprvak u mješovitim parovima na istom 7. svjetskom pojedinačnom prvenstvu za seniore, održanom u rumunjskom Cluju.
Klub je u početku bio u kuglani na Mertojaku gdje su mogli u izvrsnim uvjetima raditi. Vlasnik je ukinuo kuglanu zbog raznih razloga te danas klub trenira i igra na Poljudu. Premda je to dobra kuglana, premalo je staza. Zbog toga i kronično malih i ograničenih financijskih sredstava, nisu u mogućnosti biti domaćinom nekog natjecanja. Grad nešto sitno daje. Kuglanje teže dolazi i do sponzora jer nije olimpijski šport pa mu tako od početka ne daju pozornost. Zbog čudnih logika, ne dobivaju potpore kao neki drugi slični športovi. Svrstavaju ih u pojedinačne športove, premda klub igra ligu. Zbog takvih stvari medijima nisu atraktivni i teže dobivaju novac i od države i teže dolaze do sponzora.

## Uspjesi

### Ekipno
1. hrvatska liga
- prvak: 2016./17., 2020./21., 2021./22.
- doprvak: 2017./18., 2018./19., 2019./20., 2022./23.

2. HKL - Jug
- prvak: 2012./13., 2014./15.
- doprvak: 2009./10., 2011./12., 2013./14.

3. HKL - Jug
- prvak: 2019./20. (rezervna momčad)

Kup Hrvatske
- pobjednik: 2016./17., 2018./19., 2021./22.

Europski kup
- pobjednik: 2018., 2019.

## Pregled plasmana po sezonama
| sezona    | rang lige | liga                    | poz.     | klubova u ligi | ut       | pob      | ner      | por      | poen+    | poen-    | bod      | napomene                  | izvori   |
| Mertojak  | Mertojak  | Mertojak                | Mertojak | Mertojak       | Mertojak | Mertojak | Mertojak | Mertojak | Mertojak | Mertojak | Mertojak | Mertojak                  | Mertojak |
| --------- | --------- | ----------------------- | -------- | -------------- | -------- | -------- | -------- | -------- | -------- | -------- | -------- | ------------------------- | -------- |
| 2009./10. | II.       | 2. HKL - Jug            | 2.       | 12             | 22       | 16       | 4        | 2        |          |          | 36       |                           |          |
| 2010./11. | II.       | 2. HKL - Jug            | 5.       | 12             | 22       | 13       | 0        | 9        | 92       | 84       | 26       |                           |          |
| 2011./12. | II.       | 2. HKL - Jug            | 2.       | 12             | 22       | 16       | 0        | 6        | 117,5    | 58,5     | 32       |                           |          |
| 2012./13. | II.       | 2. HKL - Jug            | 1.       | 12             | 22       | 19       | 0        | 3        | 126      | 50       | 38       |                           |          |
| 2013./14. | II.       | 2. HKL - Jug            | 2.       | 12             | 22       | 19       | 1        | 2        | 129      | 47       | 39       |                           |          |
| 2014./15. | II.       | 2. HKL - Jug            | 1.       | 12             | 22       | 21       | 0        | 1        | 137      | 39       | 42       | u kvalifikacije za 1. HKL |          |
| 2014./15. | II.       | Kvalifikacije za 1. HKL | 1.       | 5              |          |          |          |          |          |          |          | igrano turnirski          |          |
| 2015./16. | I.        | 1. HKL                  | 7.       | 12             | 22       | 9        | 2        | 11       | 81,5     | 94,5     | 20       |                           |          |
| 2016./17. | I.        | 1. HKL                  | 1.       | 10             | 18       | 16       | 1        | 1        | 112      | 32       | 33       |                           |          |
| 2017./18. | I.        | 1. HKL                  | 2.       | 10             | 18       | 14       | 0        | 4        | 95       | 49       | 28       |                           |          |
| 2018./19. | I.        | 1. HKL                  | 2.       | 10             | 18       | 12       | 1        | 5        | 90,5     | 53,5     | 23       |                           |          |
| 2019./20. | I.        | 1. HKL                  | 2.       | 10             | 18       | 15       | 1        | 2        | 107      | 37       | 31       |                           |          |
|           |           |                         |          |                |          |          |          |          |          |          |          |                           |          |
|           |           |                         |          |                |          |          |          |          |          |          |          |                           |          |

### Rezervna momčad
| sezona      | rang lige   | liga         | poz.        | klubova u ligi | ut          | pob         | ner         | por         | poen+       | poen-       | bod         | napomene                               | izvori      |
| Mertojak II | Mertojak II | Mertojak II  | Mertojak II | Mertojak II    | Mertojak II | Mertojak II | Mertojak II | Mertojak II | Mertojak II | Mertojak II | Mertojak II | Mertojak II                            | Mertojak II |
| ----------- | ----------- | ------------ | ----------- | -------------- | ----------- | ----------- | ----------- | ----------- | ----------- | ----------- | ----------- | -------------------------------------- | ----------- |
| 2019./20.   | IV.         | 3. HKL - Jug | 1.          | 5              | 14          | 13          | 0           | 1           | 89          | 23          | 26          | liga prekinuta zbpg pandemije COVID-19 |             |
|             |             |              |             |                |             |             |             |             |             |             |             |                                        |             |
|             |             |              |             |                |             |             |             |             |             |             |             |                                        |             |

## Vanjske poveznice
- https://www.facebook.com/pages/category/Sports-Team/KK-Mertojak-Split-127629937354189/ KK Mertojak Split], Facebook
- Vjekoslav Paun: Donijeli su Splitu prvi europski naslov u 20 godina: Primijenili smo taktiku Tomislava Ivića i bacili Hajduk u drugi plan, jedino muku mučimo s novcem, a nama bi Lovrenova tjedna plaća bila dostatna za tri godine!   Arhivirana inačica izvorne stranice od 26. listopada 2019. (Wayback Machine) 100posto. 15. studenoga 2018.